# Alastair Fothergill
Alastair Fothergill (Londra, 10 aprile 1960) è un regista, produttore cinematografico e produttore televisivo britannico.

## Carriera
- The Really Wild Show (1986)
- Wild Britain (1987)
- Reefwatch (1988)
- Wildlife on One (1988-1992)
- Le sfide della vita (1990)
- Life in the Freezer (1993)
- Natural World (1998) - (1 ep.)
- The Blue Planet (2001)
- Going Ape (2002)
- The Abyss – Live (2002-2003)
- Profondo Blu (2003)
- Planet Earth (2006)
- Earth - La nostra Terra (2007)
- Frozen Planet (2011)
- African Cats - Il regno del coraggio (2011)
- Chimpanzee (2012)
- Bears (2014)
- La caccia (2015)
- Il nostro pianeta (2019)
- Penguins (2019)
- Dolphin Reef (2020)
- David Attenborough: A Life on Our Planet (2020)